# MP-443烏鴉式手槍
MP-443 “烏鴉”（以下簡稱為“烏鴉”）、6P35 “亞雷金手槍”（俄語：6П35 Пистолет Ярыгина，簡稱：PYa；／為俄罗斯国防部火箭炮兵装备总局代號）是一款由俄罗斯聯邦槍械設計師弗拉基米爾·亞雷金（英語：Vladimir Yarygin）領導的設計團隊研製、先後由槍械製造商伊热夫斯克机械工厂（俄語：Ижевский Механический Завод，簡稱：IZHMEKH）和與其合併的卡拉什尼科夫集團（俄語：Концерн „Калашников“，俄语罗马化：Kontsern Kalashnikova）所生產的半自動手槍，亦是最新型俄羅斯軍用制式手槍（配槍）之一，發射多種9×19公釐帕拉貝倫彈，包括俄罗斯所研製的7N21高壓子彈（+P+）。

## 歷史

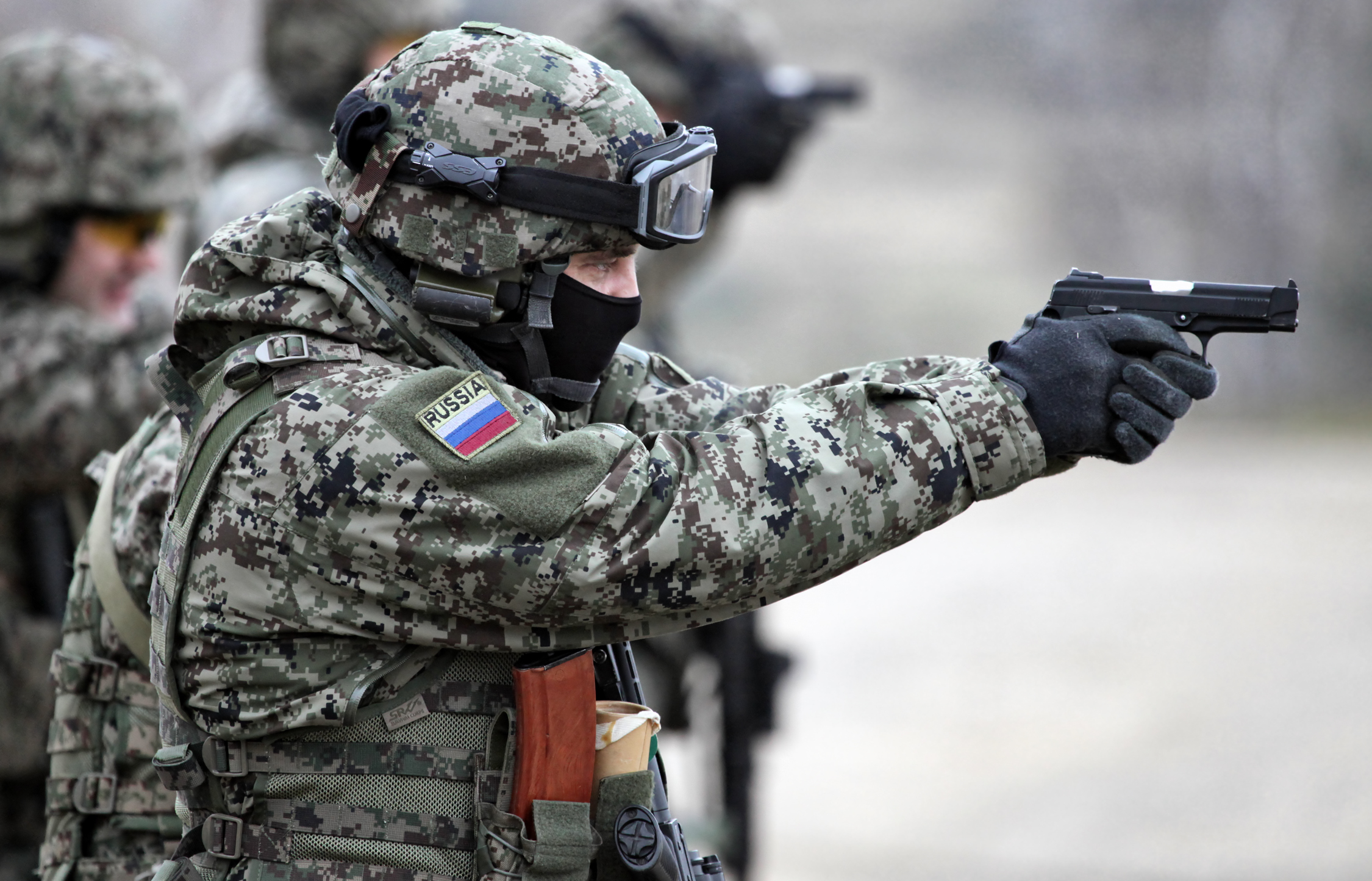
一名以MP-443射擊的雷霆特種部隊幹員

烏鴉是為響應1993年開始的俄羅斯軍隊新型手槍招標而研發，是以其設計師弗拉基米爾·亞雷金（英語：Vladimir Yarygin）的名字命名。
2011年，伊熱夫斯克機械工廠開始大量生產烏鴉式手槍。

## 設計細節
烏鴉是一款雙動操作的短行程後座作用式半自動手槍。該槍由一款經簡化的柯爾特—白朗寧後膛式設計以完成閉鎖。類似設計亦可在許多現代化手槍（例如SIG P226半自動手槍和格洛克手槍槍族）以上發現。
烏鴉式的大型套筒阻鐵可以由使用者自行設定在左側或右則。其固鎖待發式手動保險位於套筒的下方、握把護板的上方，並且設於左右兩側。
烏鴉的擊錘部分隱藏在套筒內，這是為了防止射手在拔槍時擊錘被衣服和裝備所纏繞，彈匣釋放按鈕設置在扳機護環的後部，準星是在套筒上的固定部件，而且是不可調節的，而照門通過套筒頂端尾部的燕尾槽裝上，亦可以調整風偏。這兩件瞄準裝置上具有黑白對比的元素。
這款手槍的主要零件都是由金屬製成（不鏽鋼製槍管，以及碳鋼製底把（套筒座）和套筒），而武器的握把護板則是由聚合物所製造。

### 彈藥
烏鴉使用18發大容量彈匣供彈，其為一種雙排左右交錯排列，單邊出供彈彈式彈匣，可以裝填並發射俄罗斯國內外生產的任何民用以至軍用型9×19毫米北約口徑手枪子彈。
烏鴉式的膛室更設計為可以使用俄羅斯版本的7N21（西里尔字母：7Н21）高膛壓 （+P+）穿甲型手枪子彈，可與其他使用高膛壓規格子彈的手槍作競爭。
7N21為具有回火钢芯的穿甲子彈，其各方面（槍口能量的穿甲威力）的性能都介乎於9×19公釐及俄製的7N31彈藥。

### 配件

#### Mount B-8
“Mount B-8”（俄語：Кронштейн Б-8）：可拆卸式皮卡汀尼導軌，由俄羅斯澤寧特（Zenit）公司生產。

#### 2KS+LCU Mini-mite
“2KS+LCU Mini-mite”（俄語：2КС+ЛЦУ мини-Клещ）：裝在手槍上的戰術燈，結合了雷射瞄準器的功能，須搭配皮卡汀尼導軌使用。

## 衍生型

### MP-446“維京人”
MP-446“維京人”是MP-443 “烏鴉”的民用版本之一。
MP-446的彈匣容量有17發或18發兩種。
該槍與MP443的結構原理完全相同，但不能承受9×19毫米北約口徑或9×19毫米7N21等高膛壓型+P型和+P+型子彈。

### MP-446C“維京人”
MP-446C“維京人”是MP-443的一種民用版本。彈匣容量為10發。

### MP-353
MP-353是MP-443 “烏鴉”的另一種民用版本。它於2010年推出，為一款只能發射.45口徑橡膠子彈類彈藥的非致命性手槍。

### MP-472“Vintuk”
MP-472“Vintuk”是一種非致命性手槍，發射10×23毫米T口徑橡膠子彈類彈藥。彈匣容量為16發，底把則以藍色塑料所製造。

### MP-655K
於2008年生產的4.5毫米口徑氣瓶供氣式氣槍。

## 採用
自2003年起，烏鴉式開始被俄羅斯軍隊和各個執法機關以下的各個部隊所採用，與SPS一樣作為制式手槍。
截至2008年，該槍只在少數的部隊使用，並應用在北高加索地區的反恐作戰。
2012年，西部軍區的軍官接受了對該武器的採用。
2008年10月，俄羅斯內政部長計劃讓俄羅斯警察都換裝烏鴉式手槍。但考慮到財政問題，和事實上馬卡洛夫手槍和9×18毫米馬卡洛夫手槍彈在俄羅斯境內的庫存數量仍然非常豐富，最終未能成事。
至2010年代後期，馬卡洛夫手槍仍然是俄羅斯主要的警用手槍；不過截至2020年為止，已有大量精銳單位換裝了烏鴉式手槍或格洛克17手槍。

## 使用國
| 國家         | 組織名稱             | 型號 | 數量 | 採用年份 |
| ------------ | -------------------- | ---- | ---- | -------- |
| 亞美尼亞     | 國家安全局           | —    | —    | —        |
| 白俄羅斯     |                      | —    | —    | —        |
|              | 特種部隊單位         | —    | —    | —        |
| 私人保安公司 | —                    | —    | —    |          |
| 俄羅斯       | 俄羅斯聯邦武裝力量   | —    | —    | 2003年   |
| 俄羅斯       | 俄羅斯聯邦國家近衛軍 | —    | —    | —        |
| 俄羅斯       | 俄羅斯聯邦內務部     | —    | —    | —        |
| 俄羅斯       | 俄羅斯聯邦安全局     | —    | —    | —        |
| 俄羅斯       | 俄羅斯聯邦警衛局     | —    | —    | —        |
| 俄羅斯       | 俄羅斯聯邦對外情報局 | —    | —    | —        |
| 俄羅斯       | 俄羅斯聯邦麻藥管制局 | —    | —    | —        |
| 俄羅斯       | 俄羅斯聯邦司法部     | —    | —    | —        |
| 俄羅斯       | 俄羅斯聯邦法警局     | —    | —    | —        |
| 叙利亚       | 敘利亞武裝力量       | —    | —    | —        |
| 叙利亚       | 敘利亞共和國衛隊     | —    | —    | —        |
| 叙利亚       | 警察機關             | —    | —    | —        |
| 乌克兰       | 烏克蘭武裝部隊       | —    | —    | —        |

## 流行文化

### 电子游戏
- 2005年—：由朝鮮人民軍所使用。
- 2008年—：命名為「MP-443」，載彈量12發，聯機模式中為俄羅斯陸軍偵察兵制式配槍。奇怪地沒有無彈後定，擊鎚也不會自動扳起。
- 2010年—：命名為「MP-443」，載彈量17發，最高攜彈量為85發（單人模式）、34發（聯機模式）和68發（聯機模式使用彈藥升級改裝）。聯機模式時於等級3解鎖。奇怪地沒有無彈後定，擊鎚也不會自動扳起。
- 2010年—《榮譽勳章2010》：命名為「塔里克」（Tariq），載彈量12發，初始攜彈量為24發，最高攜彈量為36發，只能在聯機模式時使用。奇怪地沒有無彈後定，而且在空倉重新裝填後，玩家角色不會為槍械上膛。
- 2011年—：命名為「MP-443」，載彈量17+1發，初始攜彈量為68發，最高攜彈量為162發（單人模式）。單人模式之中由俄羅斯聯邦武裝部隊總參謀部情報局（GRU）特務迪米特里·“帝瑪”·馬雅柯夫斯基（Dimitri “Dima” Mayakovsky）和其戰友弗拉迪米爾·卡瑪里夫斯基（Vladimir Kamarivsky）所使用；合作模式之中於最後任務「最後一刻」由阿卜杜勒·拉赫曼（Abdul Rahman）所使用；聯機模式時俄羅斯所有兵種的預設次要輔助武器，被歸類為手枪，而戰術燈型於等級13解鎖、消聲型於等級28解鎖。
- 2012年—：只在單人模式的過場動畫中由阿爾蓋達頭目薩拉丁用以處決一名友軍，玩家角色無法使用。
- 2012年—《战争前线》：命名为“MP-443 Grach”，載彈量17发，以副武器之姿登場并可由所有职业使用，抽奖武器，可以改裝枪口配件（通用消音器、手槍消音器、手槍制退器、手槍刺刀）。
- 2013年—：命名為「Rook-40」，由廣東協定同盟組織士兵所使用，可以裝上手槍消音器。奇怪地發射9×21毫米子彈，並可與P99共用彈匣。
- 2013年—：命名為「MP-443」（中文版則命名為「MP-443烏鴉式手槍」），載彈量17+1發，初始攜彈量為68發，最高攜彈量為162發。只於多人聯機模式登場，為所有兵種的解鎖武器之一，於達到13,000點手槍得分時才能解鎖，被歸類為佩槍（英语：Side arm），並可以使用手電筒、防火帽、鬼環、制動器、迷你、雷射瞄準器、TGPA-5消音器、德爾塔、重型槍管以及三件戰鬥包附件（消光器、綠點雷射瞄準器、雷射／燈光組合、QSW-06消音器、消音器、戰術燈、三光束雷射當中之三）。
- 2013年—：命名為「MP-443 Grach」，黑色槍身，載彈量10發（戰役模式和聯機模式，聯機模式時可使用改裝：延長彈匣增至15發）和15發（滅絕模式），初始攜彈量為30發（聯機模式）和105發（滅絕模式），最高攜彈量為80發（戰役模式）、60發（聯機模式）和240發（滅絕模式）。奇怪地擊錘長期處於半待擊狀態。戰役模式之中由「聯邦」（Federation）軍隊、魅影部隊成員基岡·P·拉斯（Keegan P. Russ）、魅影部隊背叛者加布里埃爾·羅克（Gabriel Rorke）以及第二頭目阿爾馬格羅（Almagro）所使用；聯機模式時可以使用消焰器、消音器、制退器、戰術刀、雙持、延長彈匣、穿甲彈；滅絕模式時為最後解鎖的手槍類武器，有「增加遠距離傷害及配備手槍時移動更快」、「彈匣攜彈量增加50％」、「攜帶手槍和兩款主要武器」以及「腰射兩把手槍令火力和彈藥容量兩倍」的升級。
- 2014年—：命名為「MP443 Grach」，銀色槍身並具有加大型拉機鋸紋，使用光學瞄準鏡時會安裝一條非常大型前置式附件導軌，載彈量12發（戰役模式和聯機模式，聯機模式時可使用改裝：延長彈匣增至18發），初始攜彈量為36發（戰役模式和聯機模式），最高攜彈量為60發（戰役模式和聯機模式），奇怪地設定為兩發點放，只在“前哨”任務使用時為半自動模式。戰役模式之中由國際秘密行動部隊「哨兵」（Task Force Sentinel）和私人軍事服務公司「阿特拉斯」总裁喬納森·艾恩斯（Jonathan Irons，只在“烏托邦”任務中）所使用；聯機模式時於等級30解鎖，並可以使用紅點鏡、自动对焦瞄準鏡、目標增強瞄準鏡、ACOG光學瞄準鏡、消音器、抛物线麦克风、戰術刀、雷射瞄準器、延長彈匣、雙持；動力服生存模式時為重裝兵次要起始武器，預設具有延長彈匣。
- 2015年—《小隊（英语：Squad (video game)）》：命名為“MP-443 Grach”，可由俄羅斯陸軍多個職階所使用。
- 2016年—《逃離塔科夫》：命名為「MP-443 Grach」。
- 2016年—《少女前線》：2018年6月，每日登入簽到贈送。
- 2017年—：命名為“MP-40 Grad”，載彈量18發。
- 2021年—《戰地風雲2042》：作為戰地風雲入口的武器登場。

### 动画
- 2009年—《DARKER THAN BLACK—流星之雙子》：由俄羅斯聯邦安全局的列普寧少校和其他特工所使用。
- 2009年—《幻靈鎮魂曲》：於第10話由賽斯·瑪斯塔所使用。

## 資料來源
1. 1 2 3  在2004年以前生產的該手槍的最大彈匣容量僅為17發。
2. ↑  MP＝機械廠
3. ↑  .   [2014-05-05]. （原始内容存档于2014-12-27）.
4. ↑  本身是高膛壓版的9×19毫米手枪子彈。
5. ↑  7N21產生約600焦耳（442.55英尺·磅）的槍口能量，相對之下標準型9毫米魯格彈為大約是450焦耳（331.91英尺·磅），而9毫米北約手槍子彈則是700焦耳（516.31英尺·磅）。
6. ↑  .   [2012-12-17]. （原始内容存档于2012-04-26）.
7. ↑  .   [2013-07-18]. （原始内容存档于2013-03-30）.
8. 1 2 3 4 5  Галина Валеева. Ещё раз о пистолете Ярыгина. // «Калашников. Оружие, боеприпасы, снаряжение», № 1, 2013. стр.52-54
9. ↑  .   [2014-05-05]. （原始内容存档于2014-02-20）.
10. ↑  In Moscow's Shadows （页面存档备份，存于）, October 23, 2008.
11. ↑  註冊號：3.1/017制式手槍MP-443「烏鴉」（“Регистрационный номер: 3.1/017 Пистолет служебный МР 443 ГРАЧ”）
2006年12月28日哈薩克斯坦共和國政府第1305號法令“關於於2007年批准使用其他國家的民用及軍用武器和彈藥存貨”（Постановление Правительства Республики Казахстан № 1305 от 28 декабря 2006 года "Об утверждении Государственного кадастра гражданского и служебного оружия и патронов к нему на 2007 год"）
12. ↑  Постановление Правительства Российской Федерации № 166 от 21 марта 2003 г.
13. ↑  “Перечень типов и моделей боевого ручного стрелкового оружия, состоящего на вооружении прокуратуры Российской Федерации и предназначенного для личной защиты прокуроров и следователей ... 7. 9 мм пистолет ПЯ（6П35）”
2006年9月16日俄羅斯聯邦政府第568號法令（Постановление Правительства Российской Федерации № 568 от 16 сентября 2006 года）
14. ↑  “Утвердить прилагаемые: перечень боевого ручного стрелкового и иного оружия, патронов к нему, специальных средств, оборудования и снаряжения Федеральной службы судебных приставов ... Пистолеты ... 3 в)9 мм пистолет Ярыгина（6П35）”
2006年9月16日俄羅斯聯邦政府第568號法令“關於向聯邦政府法警提供近身作戰輕武器及其他武器、彈藥、專用工具、設備和設備”（Постановление Правительства Российской Федерации № 776 от 2 октября 2009 года "Об обеспечении боевым ручным стрелковым и иным оружием, патронами к нему, специальными средствами, оборудованием и снаряжением Федеральной службы судебных приставов"）
15. ↑  “сотрудники СОБРа продемонстрировали пистолеты Ярыгина”雅庫特地區內務部特別即時反應單位會見一間學校的29名學生，並於雅庫茨克向他們展示武器。 （页面存档备份，存于）（Сотрудники специального отряда быстрого реагирования (СОБР) МВД Якутии встретились с учениками 29 школы г. Якутска и провели для них выставку вооружения.）／／雅庫特地區內部事務部新聞稿，2012年5月18日（пресс-релиз Министерства внутренних дел Якутии, 18 мая 2012）
16. ↑  “У каждого бойца есть пистолет (обычно ПМ) и автомат (обычно АКМС). Кроме того, есть ... пистолеты Ярыгина, Стечкина, "глоки", пистолеты-пулемёты. На некоторых бойцов записаны несколько видов оружия... Если выезжают на захват преступников, засевших в отдельно стоящем здании или в ангаре/складе, то тот же боец может быть вооружен пистолетом Макарова или Ярыгина, пистолетом-пулемётом”
什麼是特殊用途機動單位 （页面存档备份，存于）（Что такое ОМОН）／／通訊社“Rosbalt”，2011年2月15日（информагентство "Росбалт" от 15 февраля 2011）

## 外部連結
- （英文）—Izhevsk Mechanical Plant—MP-443 Grach
- （英文）—Kalashnikov Concern—9 mm Yarygin Pistol (PY)
- （英文）—Modern Firearms—Yarygin PYa / MP-443 "Grach" pistol （页面存档备份，存于）
- （英文）—Yarygin (MP-443 'Grach') 6P35 9 mm self-loading pistol (Russian Federation), Pistols at Jane's （页面存档备份，存于）
- （英文）—russianmilitaryphotos－The MP-443 Grach Semi-Automatic Side Arm （页面存档备份，存于）
- （英文）—.   [2014-06-05]. （原始内容存档于2009-03-08）.
- （英文）—The Firearm Blog.com—
  - Ugliest modern pistol （页面存档备份，存于）
  - Russian Police moving away from AK carbines and Makarov pistol. （页面存档备份，存于）
  - Yarygin Pistol with Accessories （页面存档备份，存于）
  - Russia’s Federal Protective Service (FSO) To Adopt MP-443 Chambered in 9x21mm （页面存档备份，存于）
- （俄文）—Энциклопедия Вооружений－МР-443 "Грач" (6П35, Пистолет Ярыгина) （页面存档备份，存于）
- （俄文）—MP-443 (6П35) "Грач", обзор на Orugia.net.
- （简体中文）—D Boy Gun World（槍炮世界）—雅利金PYa手枪 （页面存档备份，存于）